# Chelonus processiventris
Chelonus processiventris är en stekelart som beskrevs av Vladimir Ivanovich Tobias 1964. Chelonus processiventris ingår i släktet Chelonus och familjen bracksteklar. Inga underarter finns listade i Catalogue of Life.